# Polystichtis laobates
Polystichtis laobates är en fjärilsart som beskrevs av William Chapman Hewitson 1875. Polystichtis laobates ingår i släktet Polystichtis och familjen Riodinidae. Inga underarter finns listade i Catalogue of Life.